# Interakční řád
Sociolog Erving Goffman ve svém prezidentském projevu ke konferenci
American Sociological Association (ASA, 1982) definuje pojem interakční řád (interaction order) jako způsob, kterým je v rámci sociálních situací udržován pracovní konsensus a smysluplný interpretovatelný řád. Interakční řád se uskutečňuje v elementárních komunikačních situacích, je reprodukován každodenní rutinou a zároveň je jejím předpokladem.
Interakční řád můžeme chápat jako prostředek a důvod ke komparativnímu zkoumání různých společností či společnosti jedné v historické perspektivě. Jedná se o nástroj mikroanalýzy.

## Ustanovení a definice interakčního řádu
Erving Goffman se problematice řádu věnoval již ve svých dřívějších dílech, v knize Encounters: Two Studies in the Sociology of Interaction – Fun in Games & Role Distance z roku 1961 se věnuje tzv. veřejnému řádu (public order). Tento pojem během následujících let transformoval, a v roce 1981 sepsal s předstihem svůj prezidentský projev pro ASA, v němž představuje komplexněji svou představu interakčního řádu. Projev byl čten v roce 1982 posmrtně.
Důležitým prvkem interakčního řádu je sociální interakce, kterou můžeme chápat jako to, co se jedinečně projevuje v sociálních situacích v prostředí dvou a více osob, které jsou fyzicky přítomny a vědí o sobě. Goffman tvrdí, že náš každodenní život je prožíván právě za bezprostřední blízkosti druhých osob a vše je sociálně situováno. Proto by se studium interakčního řádu mohlo stát užitečným nástrojem mikroanalýzy sociálna. Sociální situace je jakousi základní pracovní jednotkou ve studování interakčního řádu- poskytuje prostor, v němž jsou čteny a hrány všechny tělesné projevy v daném okamžiku. Při vstupu do interakce si každý účastník nese s sebou již předem ustanovenou biografii předchozích setkání s ostatními účastníky interakcí. Jedinec zároveň s dalšími osobami sdílí řadu kulturních domněnek a předpokladů. Během interakce probíhá mezi účastníky poznávací vztah, který se může často měnit, je i přesto dle Goffmana nadsituační. Interakční řád lze vnímat jako soubor pravidel hry, která nám neudávají konkrétní postup ve hře, ale samotnou hru umožňují (jako např. pravidla silničního provozu).

## Specifika interakčního řádu
- odehrává se v prostoru a čase
- v rámci komunikace tváří v tvář (face-to-face)
- jedinci jsou fyzicky přítomni a reagují na sebe
- minimum prvků v latentní či nečinné podobě (vliv i momentálního vzezření a chování)
- je nutná účast členů setkání (společné zaměření mysli a pozornosti- focused interaction)
- členové setkání vnáší do interakce své emoce, nálady, postoje, sebevědomí (vše s čím vstupujeme do interakce je zavazující a důkazné)
- skrze socializaci dochází ke standardizaci tělesného a hlasového projevu (psychobiologické elementy)
- interakční řád zachycuje lidi v takovém úhlu existence, v němž se značně překrývá se sociálním životem ostatních živočišných druhů
- člověk si je vědom toho, že je vnímán druhými lidmi
- účastníci interakce jsou vrženi do nahodilostí osobních teritorialit- neseme si do interakcí své tělo a stáváme se tím zranitelnými, zároveň ale vlastníme zdroje k učiněný druhých zranitelnými (zmocnění a rizika)
- rituální zranitelnost je zároveň rituálním zdrojem (systém zdvořilostí a troufalostí)
- interakční řád nese podobné rysy napříč různými společnostmi a kulturami (proto lze dobře sociologicky analyzovat)

## Proč je interakční řád řádem?
Jelikož je spořádaný díky širokému základu sdílených kognitivních předpokladů a může být nahlížen jako systém umožňování setkávání ve smyslu zakotvených pravidel hry. Goffman uvádí dva různé pohledy:
1. princip sociální smlouvy- účastníci platí malou cenu a získávají velké výhody
2. princip sociálního konsensu- lidé přijímají pravidla jako daná, neuvažují nad nimi, vnitřně je považují za spravedlivá
Goffman však upozorňuje na to, nelze uvažovat pouze tyto dva čisté typy fungování řádu, ale jde o realitu mnohem komplexnější, různě kombinovanou s mnohými herními motivy. Jako příklad uvádí jedince systematicky narušující řád- i ti jsou na něm závislí.

## Základní formy identifikace
V rámci sociální interakce dochází k pozorování a vnímání druhé osoby, na základě čehož jsme schopni člověka identifikovat. Dle Goffmana tak činíme dvěma základními způsoby:

1. kategorická identifikace- zahrnuje umístění do jedné či více sociálních kategorií (př. rasa, gender)- co má člověk společného s ostatními
2. individuální identifikace- pozorovanému subjektu je přiřazena unikátní identita na základě jeho vzhledu, tónu hlasu, či jiným osobním záležitostem- co je pro člověka jedinečné
V rámci sociální interakce může dojít i k mylné identifikaci. Chybnou identifikaci do značné míry eliminuje socializace, která standardizuje naši přítomnost v interakci a vnímání druhé osoby.
Dle Goffmana lze vymezit v naší společnosti 4 hlavní rozptýlené statusy: věk, gender, třídu a rasu. Ty vytváří pomyslnou průřezovou mřížku, skrze niž může být člověk umístěn s ohledem na výše popsané statusy, přičemž věk, gender a rasa bývají zřejmé již z našeho vzezření a těla. Jsou tedy jakousi naši zjevnou tělesnou součástí.

## Prvky interakčního řádu
1. osoby ("human ambulatory units"- pojízdné jednotky)
- fyzicky přítomné v interakci
- mají různé uspořádání a seskupování: a)singles- jeden člověk, b)withs- dva a více lidí
- organizovaní v prostoru a čase
- mají komunikativní funkci
2. kontakty- objevují se při setkání dvou a více osob
- kdykoliv na sebe jedinci mohou reagovat (př. fyzická přítomnost, oční kontakt, telefonát)
- vše odehrávající se v daném okamžiku
- běžné činnosti v každodenním dění
3. uspořádání- uspořádání jednotek během kontaktu
- konverzační aktivity
4. jevištní formát- aktivita před obecenstvem
- specifické uspořádání
5. oslavné události- více lidí se stejným záměrem a cílem
- překračují horizont dílčích interakcí
- mohou mít dlouhé trvání, jsou komplexní (narativnost)
- př. ceremoniály, svatba

## Styčná plocha mezi interakčním řádem a sociální strukturou
Goffman uvádí, že existuje přímý vliv situačního efektu na sociální strukturu. Změna v interakčním řádu se tedy promítne i do sociální struktury. Z drobných interakčních událostí se může postupem času stát jev na makro úrovni, ale zároveň malé sociální rituály nejsou vyjádřením strukturálního uspořádání, ale jsou rozvinuté vzhledem k tomuto uspořádání. Ze studia interakčního řádu tedy nelze rozpoznat sociální strukturu. Jedná se o dva autonomní, vzájemně neodvoditelné řády.
V moderní společnosti dochází k rozvolnění spojení (loose-coupling) mezi interakčními praktikami a sociální strukturou, kdy se vrstvy a struktury hroutí do krajních kategorií, které nekorespondují s každodenní realitou.
Pro interakci tváří v tvář je ale stále centrální kognitivní vztah zúčastněných, čímž dochází k vzájemné snaze a předpokladu porozumění druhé osobě.

## Sociální vztahy
Sociální vztahy mají širokou styčnou plochu s interakčním řádem. Důkazem vztahu je právě interakce. Goffman rozlišuje:
1. známost- vzájemné přijetí a otevřené přiznání individuální identifikace, které po ustanovení pokračuje po celý život(nemusí platit u manželství).
2. pevnější vztah- jedinci mají při setkání téměř povinnost vyjádřit radost nad shledáním, zavést hovor, navrhnout schůzku (i kdyby neměla proběhnout. Předpokládá se alespoň částečná znalost biografie druhé osoby.

## Reakce na Goffmanův prezidentský projev
Goffmanova myšlenka interakčního řádu jakožto řádu svého druhu se neobešla bez reakcí v sociálních vědách. Goffmanovými tezemi se zabývala především Anne Warfield Rawls, která vedla v roce 1987 (tedy čtyři roky po zveřejnění Goffmanova projevu) polemiku v rámci časopisu Sociological Theory se Stephanem Fuchsem. Rawls se snažila dále aplikovat Goffmanovu představu o interakčním řádu do praktického zkoumání, když se zaobírala spolu s Waverly Duck interakčním řádem v prostoru pro prodej drog v USA.

## Polemika Anne Rawls a Stephana Fuchse
V roce 1987 publikovala Rawls v časopise Sociological Theory článek rozvádějící Goffmanovy myšlenky o interakčním řádu. Přichází s myšlenkou, že díky interakčnímu řádu dokážeme porozumět lépe sociální organizaci. Dále uvádí, že Goffmanovi se podařilo tezí interakčního řádu překlenout dichotomii mezi jednáním a sociální strukturou, poněvadž zahrnuje self (já) a ve stejném čase i sociální strukturu.
Rawls se také zmiňuje o jisté nekonzistentnosti Goffmanova jazyka, jímž definuje interakční řád se svými hranicemi, a navíc pracuje poněkud odlišně s pojmem self oproti jeho dřívějším textům. Goffmanovým podstatným přínosem pro sociální vědy je dle Rawls jeho "odmítnutím oddělování individuálního a sociální struktury jakožto protichůdných entit."
Rawls také srovnává pojetí interakce a vědomí "já" u Goffmana a Jean Paul Sartra. Uvádí i další autory, kteří reagovali na Goffmanovu tezi interakčního řádu, jakými byli např. Jürgen Habermas a Anthony Giddens. Obecně vzato lze říci, že Ann Rawls je jakousi ochránkyní a propagátorkou myšlenky interakčního řádu, a snaží se čelit kritikám Goffmanovy teorie co nejpodobněji, jak by to zřejmě činil sám Goffman. Ani její článek ale neušel kritice. Polemika vyvstala mezi Rawls a Stephanem Fuchsem, který zareagoval na výše zmíněný článek.
Stephan Fuchs kritizuje Rawls za prosté konstatování, že "sice vznikající interakční řády mají "územní pravidla" a "účastnické povinnosti", ale již nijak nespecifikuje, jak tato pravidla a přísliby konstituují vyvíjející se povahu interakčních systémů."
Přichází s ideou, že teorie sociálních systémů Niklase Luhmanna nabízí mnohem lepší nástroj k analýze interakčních řádů jakožto druhu vyvíjejících se sociálních systémů. Zmiňuje druhy sociálních systémů dle Luhmanna a další podrobnosti z jeho teorie aplikované na pojetí interakčního řádu. V tomto ohledu považuje Fuchs za "podstatný rys interakčního systému princip autopoietický, pomocí nějž se musí sociální systémy odlišovat od ostatních osobních systémů či individuí, od dalších interakčních systémů a od zbylých druhů sociálních systémů."
Dále Fuchs kritizuje redukcionistické tendence v mikrosociologii.
Anne Rawls reagovala na Fuchsův článek tím, že se snažila obhájit svou pozici. Luhmannovu teorii sociálních systémů nevidí jako tu, která by lépe definovala interakční řád svého druhu. Rawls uvádí, že "jednou z hlavních problémů interakčních teorií je identifikace interakčního řádu s interakčními situacemi.", jak to učinil Fuchs, když aplikoval Luhmannovu teorii sociálních systémů na pojetí interakčního řádu. Luhmann navíc nechápe interakci jako samostatný typ řádu, jak to zamýšlel Goffman.